# Paris (Illinois)
Paris è un comune degli Stati Uniti d'America, situato in Illinois, nella Contea di Edgar, della quale è il capoluogo.
Qua nacque il regista Lee Sholem.